# Yacimiento arqueológico Gil de Olid
El yacimiento arqueológico Gil de Olid se localiza en la terraza de un meandro del río Guadalquivir, próximo al núcleo de Puente del Obispo, en el extremo oeste del término municipal de Baeza (Provincia de Jaén, España). Presenta un área de poblado y su necrópolis. Las prospecciones también documentaron la presencia de una villa.
Para el poblado se ha establecido una larga cronología detectada en seis períodos: Cobre Final - Bronce Antiguo, Protoibérico, Ibérico Antiguo, Ibérico Pleno, Romano Republicano y Romano Altoimperial, habiendo afectado el último profundamente a las anteriores. El poblado, un «oppidum» en época ibérica, estuvo fortificado a lo largo de todas sus fases, lo cual sostiene la idea de su origen como punto estratégico de control. En cuanto a la necrópolis, sólo ha sido localizada parcialmente la de época ibérica con una superposición de hasta cinco fases.

## El poblado
El poblado presenta una larga ocupación, una primera del Cobre Final-Bronce Antiguo y una segunda que abarca desde el período protoibérico hasta la época altoimperial, desde el siglo VII a. C. hasta el siglo I d. C. De la primera fase se localizó una posible fortificación y varios niveles de habitación, mientras que la siguiente fase de ocupación, Protoibérica e Ibérica, queda representada mediante diversas construcciones de muros de tapial y zócalo de piedra, junto a un amplio repertorio de material cerámico. Este asentamiento continuó sin interrupciones hasta el período altoimperial, que es la fase mejor documentada, en la que destaca un área de viviendas a las que se asocian materiales cerámicos de paredes finas. También de gran importancia es un pavimento enlosado de grandes dimensiones que se asienta sobre una fuerte cimentación y delimitado por sillares de piedra. Éste es el último período detectado, abandonándose el asentamiento de forma inmediata.

## La necrópolis
La necrópolis se documentó en una intervención arqueológica en la década de los 80, apareciendo un total de 29 enterramientos, con una cronología que abarca desde el siglo VI al IV a. C. Predominan las fosas, simples o delimitadas mediante un murete de tapial o un zócalo de piedra. Estas tumbas se pueden agrupar en dos tipos. El primero de ellos se caracteriza porque la cremación se realiza en un espacio diferente y alejado del lugar de depósito, las cenizas se depositan en una urna y los materiales hallados mantienen cierta estandarización. En cuanto al segundo grupo, la fosa de cremación es de mayores dimensiones y se encuentra cubierta por un túmulo de tierra, practicándose la cremación en la misma fosa y depositándose los restos, sin urna, en un extremo. En ambos grupos se constató la ausencia de importaciones cerámicas.
Por último, se registran tres tumbas complejas o de cámara y otra de pozo, únicas estructuras en la que se documentaron importaciones cerámicas, que denotan una mayor complejidad estructural reflejo de diferenciación social.
Actualmente no se observa huella visible de la necrópolis pero sí del asentamiento, que cuenta con una secuencia estratigráfica muy potente que permitirá seguir aportando información sobre dichos períodos.